# Pipit Point
Der Pipit Point ist der östliche Ausläufer von Grass Island im Stromness Harbour von Südgeorgien im Südatlantik. Sie ist Standort eines Leuchtfeuers aus den Zeiten des Walfangs in den Gewässern im Südgeorgien.
Das UK Antarctic Place-Names Committee benannte sie 2013 nach dem Riesenpieper (Anthus antarcticus, englisch South Georgia pipit), dessen Bestände vom Programm zur Ausrottung von Ratten auf Grass Island im Jahr 2000 profitiert hatten.